# 黎世宗
黎世宗（越南语：／；1567年—1599年10月12日（光興二十二年八月二十四）），名黎维潭（越南语：／），又名黎潭，越南后黎朝第十六代皇帝，1573年—1599年在位。

## 生平

### 幼冲繼位
黎世宗是黎英宗的第五个儿子。1571年—1572年郑莫战争时，黎英宗與黎及第密謀殺死權臣鄭松事敗，逃往乂安，郑松因而废黜并杀死黎英宗，另立英宗六岁之子黎维潭为帝，改元「嘉泰」，是为黎世宗。

### 光復舊物
後來，郑松接連擊敗莫朝，並於光興十六年（1593年）奪回東都及收復大量北方領土，黎天子得以還京。後黎朝自此名义上重新统一了越南，并取代莫朝被明朝冊封為「安南都統使」。與此同時，權臣鄭松以「中興之功」威權日盛，被朝臣舉薦加封王爵，黎世宗無可奈可，只能允其所請加封鄭松為「平安王」，而「國家事權皆自裁之，財賦兵民悉歸王府...帝端拱受朝謁而已」，中興黎朝正式踏入「黎皇鄭主」的時代。黎世宗為人仁慈，每當國內遇上旱災時，都會親自設壇禱雨。

### 郑阮纷争
至黎世宗在位中晚年，東京 (越南)的朝廷被郑主控制，南方顺化則被阮主控制，而莫朝残余势力占据高平，越南又开始了郑阮纷争時代。光興二十二年(1599年)八月，三十二岁的黎世宗去世，葬花岳陵，權臣鄭松以太子黎維持「性不聰敏」，擁立次子黎维新继位，是為黎敬宗。

## 評價
《大越史記全書》:「帝以幼冲之年，信任勲臣，故能削平僭叛，光復舊物，身致太平，中興之功，孰大於此焉。」

## 家族

### 後宮
- 懿德皇太后阮氏，生敬宗黎維新

### 子女
- 長子黎維持，1623年移居广南会安清洲村。[10]
- 次子敬宗黎維新